# Баржа № 752
Баржа № 752 (№ Б-752; в ряде публицистических изданий указывается № 725) — транспортное судно, использовавшееся для перевозок через Ладожское озеро по Дороге жизни летом — осенью 1941 года.
В ночь на 17 сентября 1941 года, в ходе эвакуации людей из блокадного Ленинграда, во время шторма баржа дала течь, а вслед за тем подверглась немецкому авианалёту и затонула в Ладожском озере, унеся жизни более 1000 человек. Всего в числе подтверждённых потерь называются 433 курсанта (308 курсантов из ВВМИУ имени Дзержинского, 125 курсантов из ВВМГУ имени Орджоникидзе), 132 выпускника (среди которых были женщины-фельдшеры), 8 младших командиров, 36 офицеров и 46 женщин, а также все находившиеся при них дети (число которых не учитывалось) и 30 вольнонаёмных и служащих из состава Военно-морской медицинской академии и Гидрографического управления ВМФ (всего более 685 человек), на которых имелись именные списки. Кроме того, погиб взвод курсантов Ленинградского (затем Калининградского) военно-инженерного училища им. А. А. Жданова, ученики ремесленного училища, офицеры, женщины и все находившиеся при них дети и вольнонаёмные работники Артиллерийского и Технического управлений ВМФ и другие лица, сумевшие погрузиться на баржу. В числе спасённых было 184 человека (160 на «Орле» и 24 на «Селемдже»), относившихся к Военно-морской медицинской академии и Гидрографическому управлению ВМФ; остальные 56 человек были сотрудниками других организаций.
Так же, в ту же самую ночь 460 человек погибли на другой барже, буксировавшейся канонерской лодкой «Селемджа», перевозившей воинское пополнение в Ленинград. Буксиру «Орёл» и канонерской лодке «Селемджа» удалось спасти 240 человек — 216 и 24 человека, соответственно.

## История

### Предшествующие события
В 21 час 16 сентября канонерская лодка «Селемджа» взяла в Новой Ладоге на буксир баржу с 400 тоннами муки и 460 бойцами пополнения для Ленинградского фронта и в 22 часа вышла в рейс в Осиновец. 17 сентября в 3:50 ночи под воздействием штормовых волн в барже открылась течь, появился сильный крен, лопнули буксирные тросы, и баржу понесло на банку Северная Головешка. «Селемджа» встала на якорь, а на рассвете обнаружила гибель баржи и всех людей.
Следом за канонерской лодкой «Селемджа» из Новой Ладоги вышла канонерская лодка «Бурея», имея на борту роту красноармейцев и ведя на буксире баржу с 800 красноармейцами. В 3:18 17 сентября лопнул буксирный трос, и баржу понесло на мелководье, к берегу. Из-за большой осадки «Бурея» не смогла подойти к барже и встала на якорь около банки Северная Головешка.

### Гибель баржи
Около 23 часов 16 сентября из порта Осиновец в сторону Новой Ладоги вышла перегруженная эвакуируемыми баржа № 752, на которой до этого в Осиновец прибыли бойцы стрелковой части с противотанковыми орудиями и лошадьми. Из-за неразберихи с буксирами отправление баржи задержалось на несколько часов. Окончательно отправление было организовано контр-адмиралом А. Т. Заостровцевым, командовавшим учебной бригадой подводных лодок КБФ, который сам отправился в Новую Ладогу на буксире «Орёл», тянувшем баржу. Буксир был построен в 1904 году в Финляндии и имел мощность в 415 и. л. с., длину 30,75 м, ширину 5,58 м, высоту 6,5 м, осадку при полном запасе угля 2,2 м, водоизмещение около 200 рт и 22 человека команды. Деревянная баржа имела водоизмещение 750 тонн, трюм не имел каких-либо переборок. Охрану баржи должна была осуществлять канонерская лодка «Шексна», однако она сама была нагружена эвакуируемыми и ушла вперёд самостоятельно, обогнав баржу с буксиром.
В 3 часа ночи в барже открылась течь. В 6 часов утра на буксире заметили аварийный сигнал с баржи, которая сильно осела, волны смыли надстройку и смывали людей с палубы. Катастрофа произошла в точке 60°28′ с. ш. 31°57′ в. д.. С буксира был передан открытым текстом сигнал SOS. Понимая, что деревянная баржа полностью не затонет, буксир поднял максимально возможное количество людей из воды и направился в Новую Ладогу, по дороге встретив канонерскую лодку «Селемджа», которой Заостровцев приказал следовать для оказания помощи барже № 752 и которой удалось к 16 часам 17 сентября подойти к барже и, в условиях продолжавшегося шторма, снять с неё оставшихся выживших.
С канонерской лодки «Бурея» заметили буксир «Орёл» в 6 часов утра, причём буксируемая им баржа уже выглядела пустой и разрушенной. В это же время с «Буреи» заметили и её собственную баржу, на спасение людей с которой были направлены тральщик ТЩ-122 и буксирный пароход «Никулясы». Однако тральщик ТЩ-122 был застигнут штормом в открытой Ладоге и всю ночь провёл борясь со стихией. К барже он смог подойти лишь в 16 часов 17 сентября и снял с неё последних выживших, после чего был атакован немецкими самолётами и получил повреждения, а затем командир тральщика принял решение выброситься на мель. Уцелевших людей с тральщика ТЩ-122 сняла канонерская лодка «Нора». Всего известно о гибели 13 моряков из состава экипажа тральщика, в это число входят и несколько пропавших без вести моряков, попытавшихся достичь берега на шлюпке. Командир ТЩ-122, лейтенант Ф. Л. Ходов, был награждён орденом Ленина, а командир орудия старшина 1-й статьи Н. С. Абакумов — орденом Красного Знамени. Точно определить, с какой именно баржи снимал людей ТЩ-122, невозможно. Согласно воспоминаниям З. Русакова, ТЩ-122 спасал пассажиров баржи, по указанию, данному с «Буреи», но наградили Ф. Л. Ходова позже, за командование тральщиком ТЩ-175.

### После трагедии
В 1942 году группа гидрографов обнаружила остов баржи № 752 у острова Птинов. В ней находились останки людей и оборудование Гидрографического управления ВМФ, перевозившееся на барже. Гидрографы похоронили останки у северо-восточной части острова Птинов, где теперь установлен памятный камень.
К 70-летию полного снятия блокады в 2013 году были проведены водолазные поисковые работы на Дороге жизни. В частности, была обнаружена затонувшая рубка баржи и другие свидетельства катастрофы.

## Воспоминания очевидцев
Опубликованы воспоминания Владимира Солонцова, который находился на крыше надстройки в момент, когда его вместе с укрытыми в ней женщинами и детьми смыло за борт, но сумел спастись. В журнале «Нева» № 8 за 2003 год опубликованы воспоминания Самуила Дворкина, который сумел добраться до буксира «Орёл» вплавь. В 2012 году в газете «МК в Питере» опубликованы отрывки из дневника Аркадия Шварева.
Историографом ВМФ Берковым в газете «Морская старина» в 1991 году опубликованы воспоминания контр-адмирала А. А. Кузнецова, командира ЭПРОН Балтийского флота, с ноября 1941 — заместителя начальника Главного управления ЭПРОН ВМФ СССР. По его словам, он с группой командиров находился на канонерской лодке «Шексна». Согласно оценке Кузнецова, деревянная баржа, не имевшая дополнительных креплений, не была подготовлена для плавания в условиях озера (осенью). Поскольку, по словам Кузнецова, погрузка «Шексны» затянулась, она должна была либо догнать «Орёл» в темноте, либо следовать в Новую Ладогу самостоятельно. «Шексна» не обнаружила караван с баржей и пошла самостоятельно. Около 24.00 на Ладожском озере начался шторм, усилившийся к 2-3 часам 17 сентября до 7-8 баллов. К 7 часам утра 17 сентября «Шексна» пришла на рейд в Новую Ладогу, но не смогла подойти к причалу из-за глубокой осадки и осталась ждать на рейде, когда пассажиров снимут на берег. Около полудня мимо прошёл буксир, направлявшийся к месту гибели барж, затем пролетел МБР, пилот которого визуально (не по рации) показывал направление на место аварии. В 16 часов подошёл «Орёл» со спасёнными с баржи № 752, он снял пассажиров с «Шексны» на берег, но идти к месту аварии было уже поздно.
Согласно воспоминаниям контр-адмирала А. Т. Заостровцева, опубликованных Берковым в том же материале «Морской старины», катастрофа развивалась значительно более динамично: в 6 часов утра волнение достигло 6-7 баллов, и буксир повернул против ветра, но с баржи сообщили, что всё благополучно. В 7 часов с баржи сообщили, что начала поступать вода, а аварийных средств нет. В 7:30 сообщили, что воды много и баржа изгибается на три части; шторм усилился до 9 баллов, и волной с баржи смыло надстройку, после чего буксир начал спасательную операцию. С буксира видели канонерскую лодку «Селемджа», но она не отреагировала на сигналы. Сигнал SOS был принят в Ленинграде, буксир должен был оставаться рядом с баржей до прихода помощи, но Заостровцев лично санкционировал отход переполненного спасёнными буксира в Новую Ладогу.
Капитан канонерской лодки «Бурея» в своих воспоминаниях вспоминает эпизод с оторванной баржей, но не сообщает ничего о судьбе её пассажиров.

## Виновные в трагедии
Командующий Ладожской военной флотилией капитан 1-го ранга Б. В. Хорошхин был переведён на Волжскую флотилию и погиб во время Сталинградской битвы — 1 августа 1942 года его бронекатер подорвался на мине. 13 октября 1941 года командование Ладожской флотилией принял капитан 1-го ранга В. С. Чероков, который запретил перевозку людей на баржах. Существует предположение об ответственности контр-адмирала К. И. Самойлова, который отвечал за развёртывание озёрных военных флотилий на Ладожском и Чудском озёрах, однако, по разным сведениям, он был арестован уже 8 июля 1941 года и в начале августа уволен из рядов ВМФ.

## Память
Экранизация
- «Спасти Ленинград» (2019) — военная драма режиссёра Алексея Козлова[21].

Музейная экспозиция
В музее «Дорога жизни» представлена экспозиция, рассказывающая о гибели баржи № 752, в которой можно увидеть большой макет этой баржи и фотографии тех, кто был на ней в тот роковой рейс и кто принимал участие в её спасении.

### В публицистической литературе
- Зефиров М. В., Баженов Н. Н., Дегтев Д. М. Цель — корабли. Противостояние Люфтваффе и советского Балтийского флота. — М.: АСТ; Хранитель, 2008. — 411 с. — (Неизвестные войны). — ISBN 978-5-17-045858-5.
- Муромов И. А. Баржа № 725 // 100 великих кораблекрушений. — М.: Вече, 2003. — (100 великих). — ISBN 5-9533-0089-1.
- Непомнящий Н. Н. Военные катастрофы на море. — М.: Вече, 2001. — 405 с. — ISBN 5-7838-0832-6.
- Непомнящий Н. Н. Катастрофы и катаклизмы. — М.: ОЛМА, 2010. — 256 с. — ISBN 978-5-373-03008-3.
- Непомнящий Н. Н. СССР. Зловещие тайны великой эпохи. — Центрполиграф, 2014. — 381 с. — ISBN 978-5-227-04547-8.

### Архивы
ЦВМА. Ф. 864. Оп. 1. Ед. хр. 1341.

### Фотоматериалы
- Предположительно, фотография буксира «Орел» с баржей на буксире.
- Фотография буксира «Орел».
- Шествие Бессмертного полка 9 мая 2019 года в Санкт-Петербурге с транспарантом Баржа 752.